# Cuddura di San Paulu
La cuḍḍura di San Paulu (a cuḍḍura di San Paulu) o pane votivo è un particolare pane preparato in occasione della celebrazione del martirio di san Paolo il 29 giugno.
La Regione Siciliana lo ha inserito nell'elenco dei prodotti agroalimentari tradizionali italiani. È tipico del comune di Palazzolo Acreide. Questo pane votivo è decorato con figure di serpenti che rimandano alla leggenda secondo la quale il santo era immune dal veleno della vipera, pertanto il pane, comprato all'incanto, viene distribuito dai fedeli fra i familiari per conferire loro salute e prosperità.
Altre versioni sono presenti nella stessa provincia di Siracusa, dove questo prodotto fa parte della tradizione culinaria locale.